# Daniela Dessì

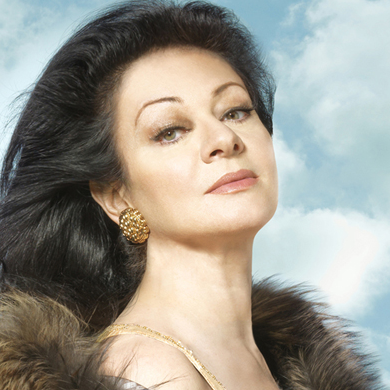
Daniela Dessì (2009)

Daniela Dessì (* 14. Mai 1957 in Genua; † 20. August 2016 in Brescia) war eine italienische Opernsängerin (Sopran).

## Leben
Dessì studierte am Conservatorio di Musica Arrigo Boito  in Parma und der Accademia Musicale Chigiana in Siena. Sie sang Opern von Rossini über Mozart bis Verdi und Puccini. Als Sopranistin wurde sie international bekannt in Opern von Verdi und Puccini. Sie arbeitete mit Claudio Abbado, Lorin Maazel, Zubin Mehta und Riccardo Muti zusammen und sang vor allem an der Mailänder Scala, an der Wiener Staatsoper, an der Metropolitan Opera in New York und an der Deutschen Oper in Berlin. In Wien trat sie in den Titelpartien von Manon Lescaut, Tosca und Madama Butterfly auf und war weiters dreimal als Amelia Grimaldi in Simon Boccanegra, sechsmal als Elisabetta in Don Carlo und einmal als Mimì in La Bohème zu sehen und zu hören. Sie wurde vielfach ausgezeichnet.
Dessì lebte zusammen mit dem italienischen Tenor Fabio Armiliato am Gardasee und starb im Alter von 59 Jahren an einer Krebserkrankung.

## Auszeichnungen
- 1991: Premio Bacco dei Borbone, Festival della Valle d’Itria
- 2011: Premio del Belcanto Rodolfo Celletti, Festival della Valle d’Itria